# Фартушняк Юрій Анатолійович
Юрій Анатолійович Фартушняк  (англ. Iurii Fartushniak; нар. 25 квітня 1975, м. Камʼянець-Подільський, УРСР) — український підприємець у сфері медіа, громадський діяч, історик, виборчий менеджер, меценат, депутат Тернопільської міської ради трьох скликань. Юрій Фартушняк є засновником першої україномовної недержавної радіостанції «Українська хвиля» (1997 рік), регіонального телеканалу «Тернопіль 1», медіаплатформи «Файне місто», радіомережі “Файне місто”.

## Життєпис
Юрій Фартушняк народився 25 квітня 1975 року в Кам’янець-Подільському у сімʼї педагогів. Батько — Фартушняк Анатолій Кіндратович, педагог, викладач, кандидат історичних наук, доцент.  Мати — Фартушняк Світлана Іванівна, вчителька хімії. Родина переїхала до Тернополя у 1977 році. 
З 1982 по 1992 рік навчався у загальноосвітній школі №15 міста Тернополя.  
З 1992 по 1998 роки навчався на історичному факультеті Тернопільського національного педагогічного університету імені Володимира Гнатюка за спеціальністю «вчитель історії». 
У 1997 році навчаючись в університеті заснував місцеву ефірну радіостанцію «Українська хвиля», яка мовить у м. Тернопіль на частоті 101,1 ФМ. Це перша в Україні недержавна радіостанція, яка почала транслювати лише україномовну музику та програми.
Юрій Фартушняк обирався депутатом Тернопільської міської ради трьох скликань: IV скликання (2002-2006), VI скликання (2010-2015) та VIII скликання (2020 – по сьогодні).
З лютого 2022 року, від початку повномасштабного вторгнення Росії, Фартушняк координує місцеві медіапроєкти, повʼязані з громадськими, допомоговими, безпековими, волонтерськими проєктами.
Активний учасник політичних ток-шоу на телебаченні, зокрема телеканалу 1+1. Займається благодійністю.

### Підприємництво
Засновник та власник радіостанції: «Українська хвиля» (1997), співзасновник християнського радіо «Світанок» (2002), «Ух-радіо» (2003), регіональної радіомережі «Файне місто» (2021).
Засновник телеканалу «Тернопіль 1» (2017 рік),  телевізійного інформагентства «Т1 Новини» (2018), телевізійної онлайн медіаплатформи та відеопродакшн «Файне місто» (2020), автор ідеї та продюсер документального телевізійного проєкту «Мандрівка довоєнним Тернополем» на цьому телеканалі (на замовлення Суспільного).

### Менеджмент виборчих кампаній
2002 – менеджер виборчих кампаній кандидатів до Тернопільської міської ради на місцевих виборах 2002. 
2006 – керівник організаційного напрямку у штабі кандидата на посаду міського голови Тернополя від партії «Наша Україна» Романа Заставного на місцевих виборах 2006.
З 2009 року працює з новими партіями та кандидатами, зокрема в команді Сергія Надала.
2009 – консультує обласний штаб «ВО Свобода» на позачергових виборах до Тернопільської обласної ради. Тоді партія «ВО Свобода» покращила свій результат, порівняно з попередніми виборами, на 32%.
2010 – керівник організаційного напрямку у штабі кандидата на посаду міського голови Тернополя від партії «ВО Свобода» Сергія Надала на виборах до місцевих рад.
2010 – працював керівником організаційного напрямку у штабі Тернопільської міської організації «ВО Свобода» на місцевих виборах. У міській раді Тернополя сформовано більшість від «ВО Свобода».
2015 – спільно з Михайлом Окаринським співкерівник виборчої кампанії кандидата на посаду міського голови Тернополя Сергія Надала від «ВО Свобода» на виборах до місцевих рад.
2020 – керівник передвиборчого штабу кандидата на посаду міського голови Тернополя Сергія Надала на місцевих виборах 2020.
2020 – спільно з Марією Пачковською співкерівник виборчої кампанії партії «Справедливість. Відповідальність. Порядок» на виборах до Тернопільської міської ради. 
Вищеназвані виборчі кампанії, у менеджменті яких брав участь Юрій Фартушняк, — успішні, кандидати обрані.

## Особисте життя
Дружина: Фартушняк Наталія Дмитрівна – 1984 р. н. Має двох синів Владислава та Лева 2002 та 2018 р. н. та доньку Марфу 2017 р. н. 